# کاردرمانی
کاردرمانی (به انگلیسی : occupational therapy و به فرانسوی : Ergotherapy) رشته ای تخصصی در علوم توانبخشی است که با به‌کارگیری تکنیک‌ها و مداخلات درمانی هدفمند در سه حوزه‌ی عملکردی جسمی، ذهنی و روانی، به ارتقاء توانمندی افراد درگیر با آسیب، ناتوانی یا محدودیت کمک می‌کند. این مداخلات با هدف تسهیل مشارکت فرد در نقش‌های زندگی و فعالیت‌های معنادار در محیط‌هایی همچون منزل، مدرسه، محیط کار و اجتماع صورت می‌گیرد.

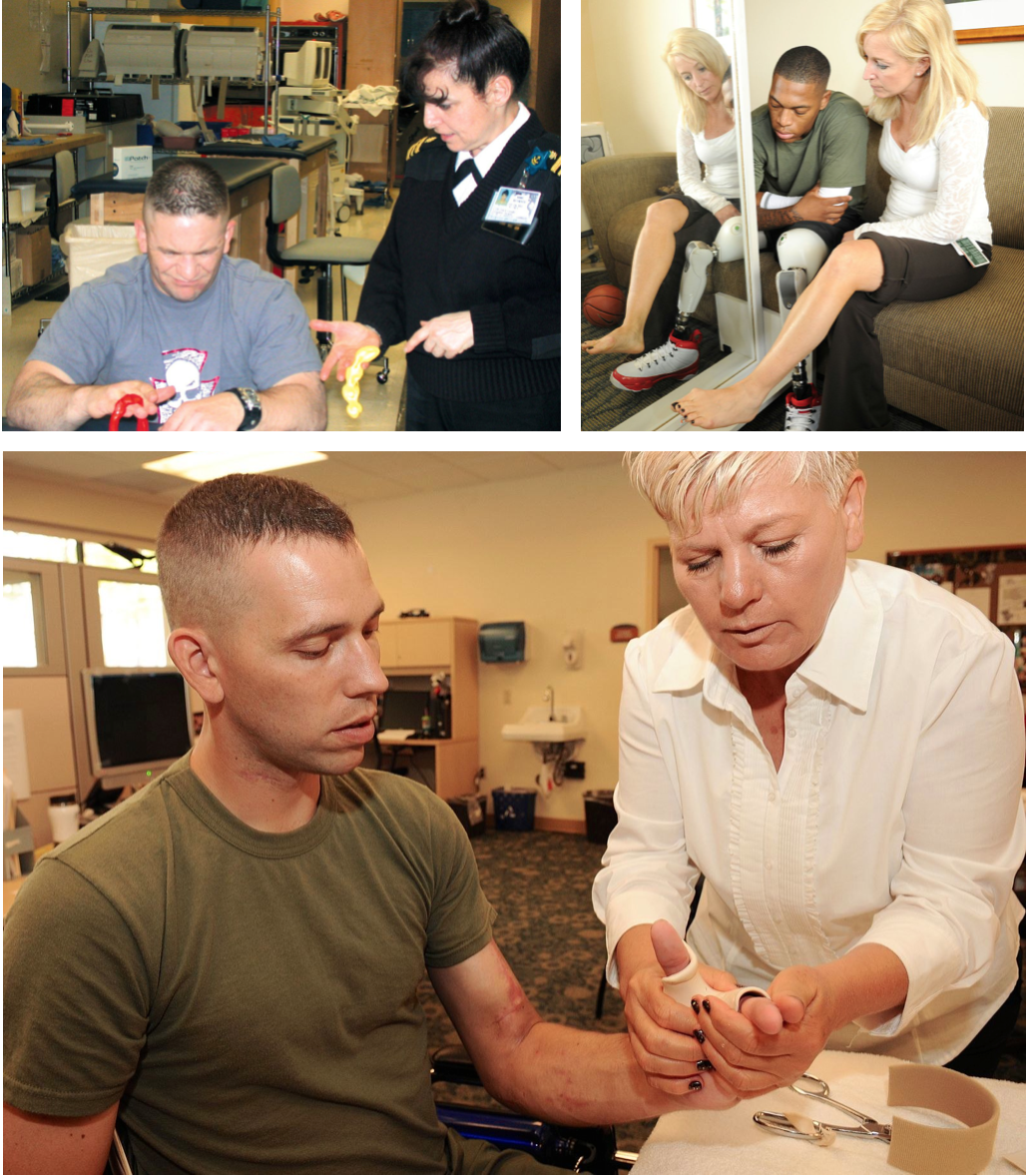
کاردرمانگران متخصصان توانبخشی هستند که تمرکز ویژه ای بر تمامی ابعاد روحی و جسمی انسان در مسیر توانبخشی دارند

فرآیند کاردرمانی، بر پایه ارزیابی دقیق نیازها و توانمندی‌های فرد، طراحی شده و در سه سطح درمانی (پیشگیری، مداخله و توانبخشی) اجرا می‌شود. غایت این فرآیند، دستیابی به بیشترین سطح ممکن از استقلال عملکردی و ارتقاء کیفیت زندگی فرد است.
طبق تعریف انجمن کاردرمانی آمریکا در سال ۱۹۸۱؛ کاردرمانی علم استفاده از فعالیت‌های هدفمند در افراد مبتلا به بیماری‌ها یا ضایعات جسمی، اختلال در عملکردهای روانی_اجتماعی، ناتوانی‌های رشدی، اختلالات یادگیری و سالمندان؛ به منظور پیشگیری از ناتوانی، حفظ حداکثر استقلال و کسب سلامتی است.
خدمات کاردرمانی با هدف ارتقای سلامت، و بهزیستی، و برای کسانی که دچار یا در خطر بیماری، ضایعه، اختلال، عارضه، نقص، ناتوانی، محدودیت فعالیت، یا محدودیت در مشارکت هستند، ارائه داده می‌شود.
کاردرمانی یکی از رشته‌های شاخهٔ تیم توانبخشی است. در سال ۲۰۲۱، رشتهٔ کاردرمانی ۱۰۴مین سالگرد تأسیس خود را جشن خواهد گرفت.

## تعریف
کاردرمانی استفاده از فعالیت‌های هدفمند برای جلوگیری از ناتوانی و حفظ سلامتی و دادن استقلال برای انجام کارهای افرادی است که به نوعی دچار آسیب جسمی، ذهنی یا روانی هستند. از نظر انجمن کاردرمانی آمریکا (AOTA) کاردرمانی عبارت است از استفاده از فعالیت‌های هدفمند برای افرادی که در اثر آسیب یا بیماری دچار محدودیت اختلال عملکرد روانی، اجتماعی، رشدی یا اختلال یادگیری شده‌اند، به منظور ایجاد حداکثر استقلال، جلوگیری از ناتوانی و حفظ سلامتی. این حرفه شامل ارزیابی، درمان و مشاوره است.
ارائهٔ خدمات ویژهٔ کاردرمانی شامل: آموزش مهارت‌های زندگی روزمره، ایجاد و توسعهٔ مهارت‌های درکی، حرکتی و عملکرد یکپارچگی حس، توسعهٔ مهارت‌های بازی و پیش حرفه‌ای و توانایی‌های اوقات فراغت، طراحی، ساختن یا بکار بردن وسایل کمکی و ارتزها و پروتزها، انتخاب وسایل نظافتی، استفاده از صنایع دستی که به‌طور ویژه به منظور افزایش عملکرد طرح شده‌است، توصیف و تفسیر آزمون‌ها مثل ارزیابی قدرت عضلانی، ارزیابی دامنهٔ حرکتی و نیز تطبیق محیط برای فرد معلول می‌باشد. این خدمات به‌طور فردی، گروهی یا در سیستم‌های اجتماعی ارائه می‌گردد.
به‌طور خلاصه تمامی افرادی که به علّت مشکل یا مشکلاتی لازم است تحت درمان قرار گیرند تا به استقلال در عملکردهای مورد نظر برسند، تحت این روش درمانی قرار می‌گیرند. مشکلات این افراد دامنهٔ وسیعی را دربرمی‌گیرد و می‌تواند حاصل یک صدمه، یا تصادف باشد یا ناشی از بیماری جسمی، اختلال عاطفی، تعارضات و فشارهای روانی یا حتی تأخیر در رشد یا اختلالات مادرزادی. این بیماران به تمام گروه‌های سنی از نوزادان، کودکان و … تا سالمندان می‌توانند تعلق داشته باشند که از دورهٔ کوتاه مدّت مراقبت در دوران حاد بیماری تا توانبخشی در دوره‌های تطابقی طولانی مدّت را شامل می‌شود.
در ایران انجمن علمی کاردرمانی ایران تنها مرجع رسیدگی به امور کاردرمانی ایران می‌باشد که تاکنون بیست و پنج دوره کنگره کاردرمانی ایران را برگزار کرده‌است.

## تاریخچهٔ کاردرمانی

### درمان اولیه
شواهد اولیهٔ استفاده از کار به عنوان یک روش درمانی، در دوران کهن یافت می‌شود.
آسکلپیادس بیتونیایی، پزشک یونانی ،۱۰۰ سال پیش از میلاد مسیح، استفادهٔ درمانی از حمام‌ها، ماساژ، ورزش و موسیقی را آغاز کرد.
پس از او سلسوس رومی، موسیقی، مسافرت، گفتگو و ورزش را برای بیمارانش تجویز کرد.
با این وجود در دوران قرون وسطی، از این استراتژی‌ها برای افرادی که مجنون در نظر گرفته می‌شدند، استفاده نمی‌شد یا خیلی کم استفاده می‌شد.

کلمبوس، اوهایو، بیمارستان دولتی. در اینجا اداره پیشرفت کار (WPA) تعداد زیادی کارگر دارد که کمک می کنند ... - NARA - 518277

در قرن ۱۸ میلادی در اروپا، انقلابیون از قبیل فیلیپ پینل و ژوهان کریستین ریل نظام بیمارستان را اصلاح کردند. در مؤسسات آنان به جای استفاده از زنجیرهای آهنی و روش‌های مهاری از کار دشوار و فعالیت‌های تفریحی استفاده می‌شد.
این دوره همان دورهٔ درمان اخلاقی بود که در اروپا، طی عصر روشن گری، که ریشه‌های کاردرمانی در آن واقع شده، پیشرفت کرد. اگرچه این یک پیشرفت وسیع در جهت جنبش بهسازی بود، اما در قرن ۱۹، در ایالات متحده دارای فراز و نشیب‌هایی بودو در اوایل قرن ۲۰ به عنوان کاردرمانی، دوباره ظهور کرد.
جنبش هنر و پیشه که بین سال‌های ۱۸۶۰ و ۱۹۱۰ پیشرفت کرد، نیز روی کاردرمانی مؤثر بود.
در جامعهٔ صنعتی اخیر، جوامع هنر و پیشه، علیه یکنواختی و استقلال داخلی از دست رفتهٔ کار کارخانه‌ها پدیدار شد. از هنر و صنایع دستی به عنوان راهی برای ارتقای آموزش حین انجام کار و خروجی انرژی خلاق افراد و راهی برای پیشگیری از ملالت و خستگی ناشی از بستری طولانی مدت در بیمارستان، هم برای بیماری ذهنی و هم برای سل، استفاده می‌شد.
اگرچه فقط درصد کمی از کاردرمانگران به اشتغال در زمینهٔ سلامت روان ادامه دادند، بسیاری از دانشگاه‌ها روی آموزش دانشجویان در زمینهٔ کاردرمانی روانی اجتماعی تأکید داشتند.

### حرفه سلامت
حرفه سلامت در کاردرمانی در اوایل دههٔ ۱۹۱۰ به عنوان بازخوردی از عصر ترقی خواهی، تصور می‌شد.
متخصصان جدید ایده‌آل‌های با ارزش مثل داشتن اخلاق کاری منسجم و اهمیت کارهای صنعتی دستی را با اصول علمی و پزشکی، ترکیب کردند.
انجمن ملی ارتقای کاردرمانی، که در حال حاضر انجمن کاردرمانی آمریکا(AOTA) نامیده شده‌است، در سال ۱۹۱۷ پایه‌ریزی شد و تخصص کاردرمانی در سال ۱۹۲۰ به‌طور رسمی نامگذاری شد.
ظهور کاردرمانی دیدگاه‌های مسیر اصلی علمی پزشکی را به چالش کشید.
کاردرمانگران به جای تمرکز بر سبب‌شناسی فیزیکی صرف، در رابطه با ترکیب پیچیدهٔ دلایل اجتماعی، اقتصادی و زیستی که موجب نقص عملکردی می‌شود، بحث می‌کردند.
به منظور غنی‌سازی حوزهٔ تخصصی از اصول و تکنیک‌های خیلی از رشته‌ها استفاده شده که شامل پرستاری، روان‌پزشکی، توانبخشی، خودیاری، ارتوپدی و مددکار اجتماعی می‌شود اما محدود به این‌ها نیست.
بنیانگذاران بین سال‌های ۱۹۰۰ و ۱۹۳۰، حیطهٔ تمرینات و تئوری‌های حمایتی پیشرفته را تعیین کردند.
انجمن کاردرمانی آمریکا در دههٔ ۱۹۳۰، راهنماهای آموزشی و روش‌های معتبری ایجاد کرد.
جنگ جهانی اول، این تخصص جدید را به روشن کردن نقش کاردرمانی در حوزهٔ پزشکی و استانداردسازی آموزش و تمرینات واداشت.
کاردرمانی علاوه بر روشن ساختن تصویر عمومی اش، به تأسیس کلینیک‌ها، کارگاه‌ها و مدارس آموزشی، در سرتاسر کشور پرداخت. با افزایش تعداد مجروحان جنگی، «نیروهای نوسازی» (یک دورهٔ محافظتی برای کمک‌های کاردرمانی و فیزیوتراپی)، توسط یک جراح عمومی استخدام شدند.
بین سال‌های ۱۹۱۷ و ۱۹۲۰ حدود ۱۴۸۰۰۰ مجروح در بیمارستان‌ها جای گرفتند که این آمار تعداد مجروحان خارج از کشور را شامل نمی‌شود. موفقیت نیروهای نوسازی بیشتر به دست زنان صورت گرفت.
پس از جنگ، در جهت حفظ افراد در تخصص، تلاش‌هایی صورت می‌گرفت. تأکید حرفه از ایجاد رضایتمندی روحی نوع‌دوستانهٔ زمان جنگ، به ایجاد رضایتمندی مالی، تخصصی و شخصی از طریق درمان، تغییر یافت.
به منظور خوشایند کردن جلسات درمانی، تمرینات، مثل برنامه‌های آموزشی، استاندارد شدند.
معیارهای ایجادشده و انجمن کاردرمانی آمریکا از استخدام دائمی و شرایط کاری منصفانه طرفداری کردند.
با استفاده از این روش‌ها، کاردرمانی، حقانیت پزشکی خود را در دههٔ ۱۹۲۰، جستجو و فراهم کرد. 

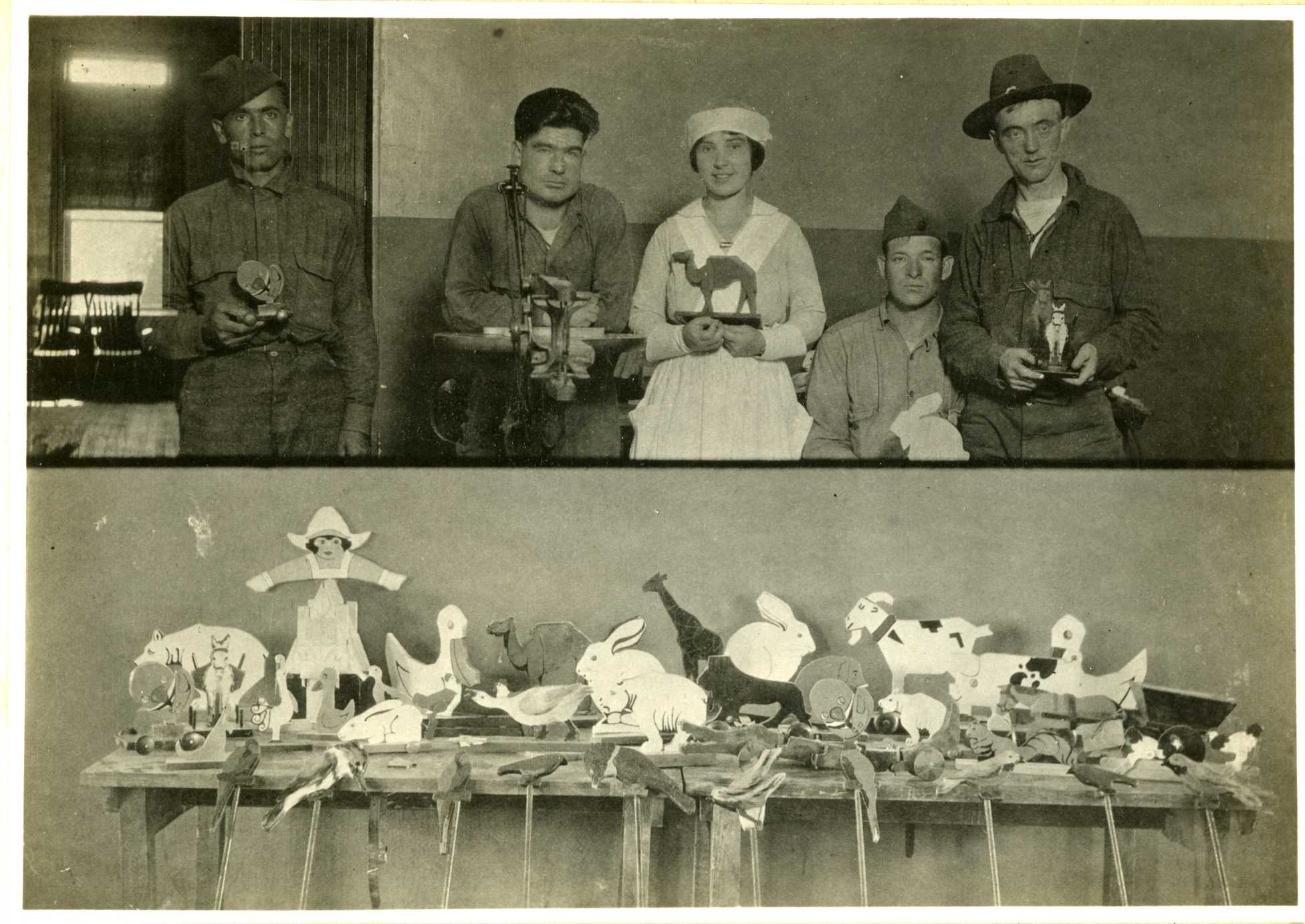
کار درمانی. اسباب بازی سازی در بیمارستان روانی. دوران جنگ جهانی اول

این تخصص به رشد و گسترش حوزه‌هایش و ایجاد تمرینات ادامه داد. علم کار، به مطالعه در رابطه با کار می‌پردازد که در سال ۱۹۸۹ به عنوان ابزاری برای فراهم آوردن پژوهش مبتنی بر شواهد، به منظور پیشبرد تمرین کاردرمانی، با ارائهٔ یک دانش پایه‌ای برای مطالعهٔ موضوعات پیرامون «کار» ایجاد شد.

### روز جهانی کاردرمانی
فدراسیون جهانی کاردرمانی روز ۲۷ اکتبر را به عنوان روز جهانی کاردرمانی انتخاب کرده‌است.

## فلسفهٔ کاردرمانی
فلسفهٔ کاردرمانی در طول تاریخ این رشته دچار تغییراتی شده‌است. فلسفه‌ای که توسط بنیان‌گذاران این رشته معرفی شده بیشتر تحت تأثیر مکاتب رومانتیسم، عمل گرایی و انسان گراییست که همگی از ایدئولوژی‌های مهم قرن گذشته بودند.
یکی از اولین مقالاتی که به فلسفهٔ کاردرمانی می‌پرداخت توسط آدولف مایر ارائه شد، روان‌پزشکی که در اواخر قرن نوزدهم از سوئیس به آمریکا مهاجرت نمود و در سال ۱۹۲۲ از او دعوت شد تا دیدگاه خود را برای جمعی از جامعهٔ کاردرمانی آن زمان ارائه دهد. دکتر مایر یکی از رهبران روان‌پزشکی در آمریکا بود و سرپرست دپارتمان جدید روان‌پزشکی در دانشگاه جان هاپکینز را بر عهده داشت.
از زمانی که پزشکان شروع به بیان مفاهیم برنامهٔ درمانی برای آکوپیشن (کار) کرده بودند، فلسفه علمی کار و آکوپیشن شروع به توسعه کرد. ایده‌های جدیدی مانند نظریه تکامل داروین، باعث تغییر دادن مفاهیم طبیعت انسان به راه‌های پیش‌بینی نشده بود.
پزشکان تلاش می‌کردند تا نقش آکوپیشن را در طول تکامل انسان درک کنند. ظرفیت افراد برای اشتغال به عنوان یک عامل معینی در نظر گرفته می‌شد "کار همان زندگی است و هر درمانی که این‌گونه زندگی کردن را امکان‌پذیر می‌کند تأیید نکند، جامع نیست. وجود انسان از طریق کار و عمل تکامل می‌یابد و ساختن این عناصر زندگی، عاملی مهم برای احتیاجات انسان است.
مایر از پتانسیل تفکر علمی و پیشرفت برای بهبود شرایط انسان حمایت می‌کرد. تغییر اساسی در روان‌پزشکی از این حاصل شد که «مشکلات ذهنی نتیجهٔ مشکلات زندگی است» (ص ۴). او اشاره می‌کند که در ۳۰ سال گذشته دستاوردهای بزرگی در درک علمی، به‌خصوص با افزایش فهم در فیزیک و درک «برنامه‌های کاربردی کار(work)» بدست آمده‌است. مقالهٔ مهم او موضوع کاردرمانی را برای بدست آمدن درک کامل تر از نقش زمان در یک زندگی، یا تطابق زمانی معرفی کرد. مایر اشاره می‌کند که همانند این که قلبمان در یک ریتم می‌زند، بنابراین ما باید به ریتم بزرگ‌تری از شب و روز، خواب و بیداری و گرسنگی و سیری پاسخ دهیم، تمام فعالیت‌های اساسی زندگی انسان: «کار و بازی و خواب و استراحت» است. (ص ۸) این ایده‌ها به عنوان معیار تفکرات کاردرمانی در امروز نیز باقی مانده‌است.
ویلیام راش دانتون، بدنبال توسعه دادن ایده‌هایی بود که آکوپیشن (کار) اساس احتیاجات انسان است و آکوپیشن (کار) جنبه درمانی نیز دارد. از گفته‌های او بعضی از فرضیات پایه‌ای کاردرمانی ایجاد شد که شامل:
- آکوپیشن تأثیر مثبتی بر سلامت و بهزیستی دارد.
- آکوپیشن ساختار را می‌سازد و زمان را سازماندهی می‌کند.
- آکوپیشن معنا به صورت فرهنگی و شخصی به زندگی می‌آورد،
- آکوپیشن‌ها فردی هستند. ارزش‌های (دیدگاه‌های مردم نسبت به زندگی) مردم باعث انجام آکوپیشن‌های متفاوت می‌شود.

## حیطه های درمانی و موارد مراجعه
الف.حیطه جسمی (فیزیکی)
در این حیطه کاردرمانگر به توان‌بخشی بیماران با ناتوانی‌های جسمی می‌پردازد:
۱. سیستم عضلانی-اسکلتی
- آسیب های مربوط به اندام فوقانی : شانه، آرنج، مچ، انگشتان

- آسیب های مربوط به اندام تحتانی : لگن، زانو، مچ پا، انگشتان پا

- آسیب ها و بدشکلی های ستون فقرات : گردنی، پشتی، کمری

- هماهنگی دوطرفه اندام‌ها

- کنترل تنه و تعادل بدن

- ناهنجاری های قامتی و اختلالات رشد جسمانی
- توانبخشی پس از تروما و شکستگی

۲. سیستم عصبی
- توانبخشی عصبی

- سکته مغزی (CVA)

- آسیب طناب نخاعی (SCI)

- ام‌اس (MS)

- بیماری پارکینسون

- ضایعات محیطی اعصاب (مثلاً سندرم تونل کارپال)

- آسیب های مغزی تروماتیک (TBI)

۳. بینایی و درک بینایی
- ناتوانی در هماهنگی چشم و دست

- نواقص میدان بینایی

- درک فضایی-بصری ضعیف

- اختلال در ردیابی دیداری و تمرکز چشمی

۴. قلب و عروق
- برنامه‌های بازتوانی قلبی

- بازتوانی بعد از سکته قلبی و جراحی قلب

- بهبود عملکرد تنفسی و افزایش تحمل فعالیت بدنی

- درمان مشکلات گردش خون محیطی

- کنترل خستگی و افزایش توانایی فعالیت

۵. ریوی و تنفسی
- باز توانی ریوی و تنفسی(برونشیت، آسم، COPD)

- تمرینات تنفس دیافراگمی و تنفس عمیق

- بهبود ظرفیت ریه و افزایش اکسیژن رسانی

۶. بلع و حلق (Dysphagia Therapy):
- درمان اختلالات بلع در سکته مغزی، بیماری پارکینسون، ALS و...

- درمان اختلالات بلع (دیسفاژی)

- تقویت عضلات دهان و فک

- تمرینات برای بهبود گفتار و جویدن

- بازتوانی بعد از جراحی یا سکته affecting عضلات دهان و گلو

۷. شنوایی و تعادل:
- توانبخشی مشکلات تعادل ناشی از آسیب‌های گوش درونی

- آموزش جبران کاهش شنوایی در تعاملات حرکتی

- تمرینات هماهنگی حسی-حرکتی برای حفظ تعادل

۸. حساسیت های حسی(Sensorimotor Integration)
- بیش حسی یا کم حسی لمسی

- مشکلات پردازش حسی

- دیس‌پراکسی (اختلال در برنامه‌ریزی حرکتی)

۹. سرطان، ادم و لنف تراپی 
۱۰. کمک به مدیریت و درمان زخم های جلدی و سوختگی های موضعی 
ب.حیطه روانی-روانپزشکی (Mental Health)
تمرکز بر سلامت روان و عملکرد اجتماعی و احساسی افراد:
- اسکیزوفرنیا و سایر اختلالات سایکوتیک

- افسردگی سایکوتیک، اضطراب، اختلال وسواسی-جبری

- اختلال دوقطبی

- PTSD و اختلالات ناشی از تروما

- بهبود مهارت‌های اجتماعی و حل مسئله

- تنظیم هیجان و خودآگاهی

- بهبود ساختار روزانه و شرکت در فعالیت‌های معنادار

ج.کاردرمانی کودکان (Pediatrics)
درمان کودکان با نیازهای خاص یا تاخیرهای رشدی:
۱. اختلالات رشدی
- تاخیر رشدی کلی

- اختلال هماهنگی رشدی (DCD)

- تاخیر حرکتی در نوزادان و شیرخواران

۲. اختلالات عصبی-رشدی
- اتیسم (ASD)

- نقص توجه و بیش فعالی(ADHD)

- فلج مغزی (CP)

- سندرم داون

- ناهنجاری های ژنتیکی

۳. پردازش حسی
- اختلال پردازش حسی (SPD)

- دفاع حسی

- کم‌پاسخی یا بیش‌پاسخی به محرک‌ها

۴. مهارت‌های عملکردی
- خودیاری: غذا خوردن، لباس پوشیدن، دستشویی رفتن

- مهارت‌های ظریف: نوشتن، گرفتن مداد، کار با ابزار

- بازی‌درمانی

د.کاردرمانی در سالمندان (Geriatrics)
رسیدگی به چالش‌های مرتبط با سن و پیری:
- آلزایمر و دمانس

- اختلالات تعادل و پیشگیری از افتادن

- آرتروز و ناتوانی‌های حرکتی

- تقویت حافظه، مهارت‌های شناختی

- بازتوانی پس از شکستگی ها و جراحی‌ها

- آموزش استفاده از وسایل کمک‌حرکتی

ه‍. کاردرمانی شناختی(Cognitive Rehabilitation)
- اختلال در حافظه، توجه، تمرکز

- عملکرد اجرایی (برنامه‌ریزی، سازماندهی)

- درمان پس از آسیب مغزی یا سکته

- آموزش استراتژی‌های جبران

و.توانبخشی حرفه ای (Vocational Rehabilitation)
- آماده‌سازی برای ورود یا بازگشت به محیط کار

- ارزیابی توانمندی شغلی

- آموزش مهارت‌های شغلی

- تطابق محیط کار با نیازهای فرد

ح.کاردرمانی در محیط های خاص
- مدارس: کمک به دانش‌آموزان دارای نیاز ویژه

- بیمارستانها: بهبود عملکرد ADL پس از جراحی یا بستری

- منازل: ارزیابی محیط خانه و اصلاح برای افزایش استقلال

- مراکز نگهداری از سالمندان، زندان‌ها، کلینیک‌های روانی و توان‌بخشی

## فرایند کاردرمانی
فرایند کاردرمانی مجموعه‌ای ساختارمند از مراحل ارزیابی، برنامه‌ریزی، مداخله و ارزیابی مجدد است که به‌منظور بهبود عملکرد فرد در فعالیت‌های روزمره زندگی (ADLs)، مشارکت اجتماعی، تحصیلی، شغلی و افزایش استقامت وی به کار گرفته می‌شود. این فرایند توسط کاردرمانگران آموزش‌دیده اجرا می‌شود و بر اساس دانش علمی، شواهد بالینی و ملاحظات فردمحور طراحی می‌گردد.
مراحل فرایند کاردرمانی:
1. ارجاع یا مراجعه: فرآیند معمولاً با ارجاع از پزشک متخصص، روان‌پزشک، مدارس، خانواده یا حتی مراجعه مستقیم فرد آغاز می‌شود. افراد ممکن است به دلیل مشکلات حرکتی، ناتوانی در مراقبت از خود، چالش‌های یادگیری، آسیب‌های عصبی، بیماری‌های روانی یا اختلالات رشدی به کاردرمانی مراجعه کنند.
2. ارزیابی و تشخیص عملکردی: کاردرمانگر با بهره‌گیری از مصاحبه، مشاهده بالینی، آزمون‌های استانداردشده (مانند آزمون حرکات ظریف، آزمون توجه یا آزمون عملکرد اجرایی) و تحلیل محیط زندگی یا کار فرد، توانایی‌ها، محدودیت‌ها و نیازهای او را در زمینه‌های مختلف بررسی می‌کند. این ارزیابی شامل ابعاد جسمی، روانی، شناختی، حسی، اجتماعی و محیطی می‌باشد.
3. تعیین اهداف درمانی: بر اساس نتایج ارزیابی و در تعامل با مراجع و خانواده، اهداف کوتاه‌مدت و بلندمدت برای بهبود عملکرد فردی، افزایش استقلال یا مشارکت اجتماعی تعریف می‌شود. اهداف باید مشخص، قابل‌اندازه‌گیری، واقع‌گرایانه و متناسب با اولویت‌های فرد باشند.
4. مداخله کاردرمانی: این مرحله شامل اجرای مداخلات هدفمند برای ارتقای عملکرد فرد است. مداخلات ممکن است شامل:
- تمرینات حرکتی و عملکردی برای بهبود قدرت، تعادل، هماهنگی یا مهارت‌های حرکتی ظریف و درشت؛

- آموزش مهارت‌های زندگی روزمره مانند لباس پوشیدن، غذا خوردن، بهداشت فردی یا استفاده از وسایل کمک‌حرکتی؛

- کار با عملکردهای شناختی و اجرایی شامل توجه، حافظه، برنامه‌ریزی، حل مسئله و کنترل هیجان؛

- مداخلات حسی-ادراکی در کودکانی با اختلال پردازش حسی؛

- توانبخشی حرفه‌ای و شغلی برای بازگشت به کار یا تحصیل؛

- تعدیل محیط مانند تغییرات فیزیکی منزل یا مدرسه برای تسهیل مشارکت؛

- آموزش خانواده و مراقبین جهت حمایت مؤثر از مراجع در خانه و جامعه.

5. استفاده از مدالیته‌ها: کاردرمانگران از ابزارها، تجهیزات و مدالیته‌های خاصی برای تقویت روند درمان بهره می‌برند. برخی از آن‌ها عبارتند از:
- مدالیته‌های الکتروفیزیکی (در برخی کشورها با مجوز خاص) مانند تحریک الکتریکی؛

- وسایل کمک‌حرکتی مانند اسپیلینت، واکر یا ویلچر؛

- بازی‌درمانی، هنر‌درمانی و تکنولوژی کمک‌رسان برای ارتقای تعامل یا تمرکز؛

- واقعیت مجازی و ابزارهای کامپیوتری در توانبخشی شناختی و جسمی؛

- رباتیک تراپی و توانبخشی های رباتیک

- تمرین‌های فانکشنال و معنا‌دار متناسب با نیازهای روزمره فرد.

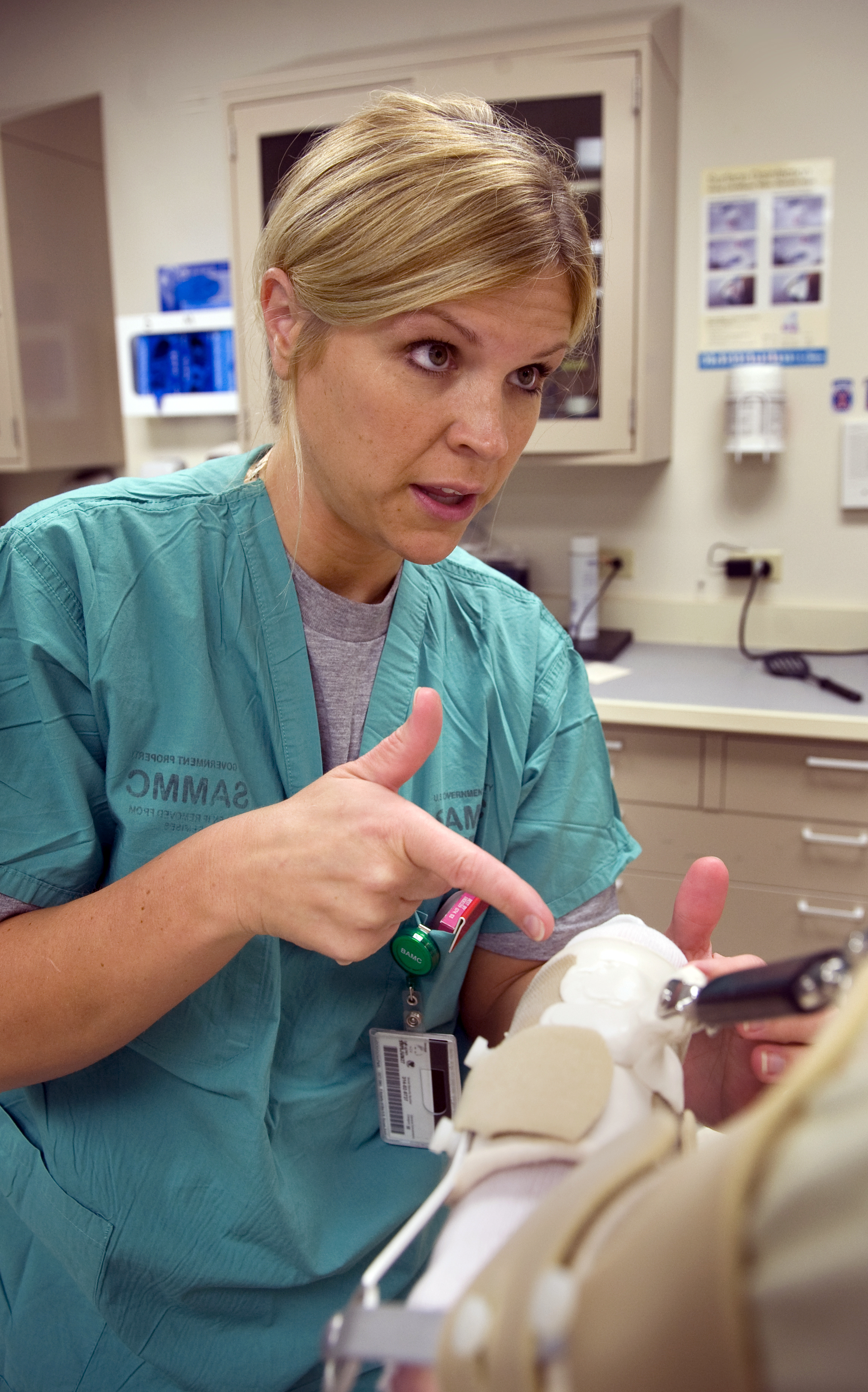
استفاده از مدالیته ها در فرایند کاردرمانی جزو اصول درمان می‌باشد

6. بازبینی و ارزیابی مجدد: پیشرفت فرد به‌صورت منظم پایش شده و در صورت نیاز اهداف و روش‌های مداخله بازبینی می‌شوند. ممکن است فرایند درمان در مراحل مختلف زندگی تکرار یا به‌روزرسانی شود.
ملاحظات قانونی و اخلاقی:
کاردرمانی در اکثر کشورها حرفه‌ای دارای مجوز و تحت نظارت سازمان‌های رسمی بهداشت و درمان است. کاردرمانگران ملزم به رعایت اصول اخلاق حرفه‌ای، حفظ حریم شخصی مراجع، اخذ رضایت آگاهانه و انجام درمان بر پایه شواهد علمی هستند. در برخی کشورها مانند ایران، کاردرمانی تحت نظر سازمان نظام پزشکی فعالیت می‌کند و ارائه خدمات تنها با داشتن مدرک معتبر دانشگاهی و مجوز رسمی و کد نظام پزشکی امکان‌پذیر است.

## مداخلات درمانی و مدالیته های مورد استفاده در کاردرمانی
کاردرمانی با هدف بهبود عملکرد افراد در فعالیت‌های روزمره زندگی، از طیف گسترده‌ای از مدالیته‌ها و مداخلات درمانی بهره می‌برد. این مداخلات بسته به نیاز مراجع، در سه حوزهٔ جسمی (فیزیکی)، شناختی-ذهنی و روانی-اجتماعی دسته‌بندی می‌شوند که نمونه هایی از آنها آورده شده است:
حیطه جسمی:
- حرکت درمانی و تمرینات حرکتی هدفمند (Purposeful motor activities)

- تمرینات دامنه حرکتی (ROM exercises)

- تمرینات تقویتی و استقامتی عضلات

- آموزش فعالیت‌های روزمره (ADL training)

- آموزش فعالیت‌های پیشرفته زندگی (IADL training)

- بازآموزی مهارت‌های حرکتی درشت و ظریف

- اسپلینت سازی و ارتز درمانی (Splinting & orthotic interventions)

- تکنیک‌های محافظت از مفصل و صرفه‌جویی انرژی

- درمان اختلالات نوروموتور (مثل CVA، CP، MS)

- مداخلات حسی‌حرکتی (Sensory-motor integration)

- توانبخشی دست و اندام فوقانی(Hand therapy)

- استفاده از تحریکات الکتریکی عملکردی (FES)

- استفاده از بیوفیدبک و نوروفیدبک

- مدالیته‌های حرارتی و سرد (Thermal Modalities)

- آموزش استفاده از وسایل کمکی و تطبیقی (Assistive technology training)

- تمرینات هماهنگی چشم و دست

- آموزش نشستن، ایستادن و راه‌رفتن ایمن

حیطه ذهنی:
- بازآموزی شناختی (Cognitive rehabilitation)

- تقویت مهارت‌های تمرکز و توجه، حافظه، برنامه‌ریزی و حل مسئله

- توانبخشی مهارت‌های اجرایی (Executive function training)

- تحریک و یکپارچگی حسی (Sensory Integration Therapy)

- بازی‌درمانی هدفمند (Therapeutic play)

- آموزش راهبردهای جبرانی (Compensatory Strategies)

- توانبخشی رشدی (Developmental therapy for children)

- آموزش مهارت‌های دیداری-فضایی

- درمان‌های مبتنی بر عملکرد شغلی در کودکان (Occupation-based pediatric interventions)

- درمان اختلالات یادگیری، اوتیسم و بیش‌فعالی

حیطه روانی-اجتماعی:
- مداخلات در سلامت روان کودکان، نوجوانان و بزرگسالان

- آموزش مهارت‌های مقابله‌ای (Coping strategies)

- توانبخشی روانی‌اجتماعی (Psychosocial rehabilitation)

- مداخلات در اختلالات خلقی، اضطرابی و روان‌پریشی

- مداخلات فردی و گروهی برای ارتقاء مهارت‌های بین‌فردی

- مداخلات مبتنی بر هنر، موسیقی و خلاقیت (Creative therapies)

- درمان مبتنی بر ذهن‌آگاهی (Mindfulness-based Interventions)

- توانمندسازی بیماران روان‌پزشکی برای ایفای نقش‌های اجتماعی

- طراحی ساختار روزانه (Structured daily routines)

- تجویز فعالیت های هدفمند

- بازگشت به مدرسه، کار یا جامعه (Vocational & social reintegration)

- درمان شناختی رفتاری از منظر کاردرمانی (CBT-informed occupational therapy)

## شاخه های تخصصی در رشتۀ کاردرمانی
رشته کاردرمانی در پاسخ به نیازهای متنوع بیماران در حوزه‌های مختلف، به شاخه‌های تخصصی متعددی تقسیم شده است. هر شاخه با تمرکز بر یک گروه خاص از مراجعین یا زمینه‌های عملکردی، مداخلات علمی و مبتنی بر شواهد را ارائه می‌دهد. در ادامه، مهم‌ترین شاخه‌های تخصصی در کاردرمانی معرفی می‌شوند:
۱. کاردرمانی در نورولوژی (Neurological Occupational Therapy)
تمرکز این شاخه بر توانبخشی تخصصی افراد مبتلا به اختلالات سیستم عصبی مرکزی و محیطی است؛ مانند:
- سکته مغزی (CVA)

- آسیب‌های طناب نخاعی

- پارکینسون

- ام‌اس (MS)

- آسیب‌های مغزی تروماتیک (TBI)

- نوروپاتی‌ها

اهداف درمانی: بازآموزی مهارت‌های حرکتی، تعادل، هماهنگی، عملکرد روزمره، شناخت، حافظه و استفاده از اندام‌های فوقانی در فعالیت‌های معنادار زندگی روزمره.
۲. کاردرمانی ارتوپدی و اسکلتی-عضلانی (Orthopedic and Musculoskeletal Occupational Therapy)
این شاخه بر اختلالات جسمی غیرعصبی تمرکز دارد؛ مانند:
- آسیب‌های اسکلتی‌عضلانی

- شکستگی‌ها

- سوختگی‌ها

- آرتریت

- آمپوتاسیون‌ها

اهداف درمانی: بازیابی عملکرد اندام، قدرت عضلانی، دامنه حرکتی، مهارت‌های عملکردی و فعالیت‌های روزمره مانند لباس پوشیدن، غذا خوردن و جابجایی.
۳. کاردرمانی روانی-اجتماعی (Mental Health Occupational Therapy)
در این شاخه، بیماران دارای اختلالات روانی و رفتاری مورد مداخله قرار می‌گیرند؛ از جمله:
- اسکیزوفرنیا

- اختلالات خلقی (افسردگی، دو قطبی)

- اضطراب

- PTSD

- اعتیاد

اهداف درمانی: ارتقای مهارت‌های مقابله‌ای، افزایش استقلال، توانایی‌های بین‌فردی، برنامه‌ریزی روزانه، خودمراقبتی و بازگشت به جامعه.
۴. کاردرمانی اطفال (Pediatric Occupational Therapy)
مداخلات این شاخه ویژه نوزادان، کودکان و نوجوانان است که با اختلالات رشد، تاخیر رشدی یا ناتوانی‌های مادرزادی مواجه هستند؛ مانند:
- فلج مغزی (CP)

- اوتیسم (ASD)

- اختلالات یادگیری

- بیش‌فعالی (ADHD)

- اختلالات پردازش حسی

اهداف درمانی: بهبود مهارت‌های حرکتی ظریف و درشت، توجه، ارتباط، عملکرد بازی، مشارکت در فعالیت‌های مدرسه و رشد استقلال.
۵. کاردرمانی سالمندان (Geriatric Occupational Therapy)
تمرکز این شاخه بر بهبود کیفیت زندگی سالمندان است؛ به‌ویژه در مواجهه با:
- بیماری‌های دژنراتیو (مانند آلزایمر، پارکینسون)

- کاهش عملکرد حرکتی و شناختی مرتبط با سن

- خطر افتادن

- ناتوانی‌های مزمن

اهداف درمانی: حفظ استقلال، ایمنی محیط زندگی، پیشگیری از سقوط، تقویت عملکرد شناختی، حرکتی و اجتماعی قشر سالمند.
۶. کاردرمانی در بازتوانی دست و اندام فوقانی (Hand Therapy):
یک زیرشاخه بسیار تخصصی در کاردرمانی که به درمان آسیب‌ها و بیماری‌های اندام فوقانی از شانه تا انگشتان می‌پردازد؛ مانند:
- شکستگی‌ها

- پارگی تاندون و اعصاب

- آسیب‌های ورزشی دست

- سندروم تونل کارپال

اهداف درمانی: بازیابی عملکرد دست، قدرت، مهارت‌های دستی و ظریف، استفاده کاربردی در فعالیت‌های روزمره با کمک تمرینات عملکردی، اسپلینت‌گذاری و مدالیته‌ها.
۷. کاردرمانی شناختی و نوروسایکولوژیک (Neurocognitive Occupational Therapy)
مداخله برای اختلالات شناختی ناشی از آسیب‌های مغزی، سکته، زوال عقل، یا بیماری‌های روانی.
اهداف درمانی: ارتقاء حافظه، توجه، تصمیم‌گیری، حل مسئله، برنامه‌ریزی و سازگاری شناختی در زندگی واقعی.
۸. کاردرمانی در توانبخشی حسی (Sensory Integration Therapy)
کار با کودکان و افرادی که دچار اختلال در پردازش حسی هستند، به‌ویژه در اختلالاتی نظیر اوتیسم یا ADHD.
اهداف درمانی: بهبود توانایی کودک در پاسخ‌دهی مناسب به محرک‌های محیطی و هماهنگ‌سازی سیستم‌های حسی مختلف مانند لامسه، تعادل و حس عمقی.
۹. کاردرمانی در مراقبت های ویژه (Acute & ICU Occupational Therapy)
مداخلات فوری برای بیماران بستری در بخش‌های مراقبت ویژه جهت جلوگیری از زوال عملکردی، زخم بستر، کاهش دامنه حرکتی و... .
اهداف درمانی: حفظ حداکثری عملکرد جسمی، شناختی و استقلال در بیمار بحرانی و آماده‌سازی برای ترخیص و توانبخشی بلندمدت.
۱۰. کاردرمانی در جامعه (Community-Based Occupational Therapy)
مداخلاتی که خارج از ساختار بیمارستانی و در محیط‌های اجتماعی، منزل، مدرسه و مراکز نگهداری انجام می‌شود.
اهداف درمانی: ارتقای مشارکت اجتماعی، استقلال در محیط واقعی زندگی، آموزش خانواده و بازتوانی مبتنی بر اجتماع.
۱۱. توانبخشی حرفه‌ای (Vocational Rehabilitation)
این شاخه بر بازگشت کارکنان و شاغلین آسیب دیده به کار، حفظ شغل یا تطابق شغلی افراد دارای ناتوانی تمرکز دارد.
اهداف درمانی: آموزش مهارت‌های شغلی، ارزیابی محیط کاری، اصلاح ایستگاه کاری، توانمند‌سازی و جلوگیری از بازگشت آسیب.
۱۲. کاردرمانی در آموزش و یادگیری (Educational Occupational Therapy)
مداخلات برای دانش‌آموزان دارای نیازهای ویژه در محیط‌های آموزشی.
اهداف درمانی: بهبود عملکرد تحصیلی، نوشتن، نشستن در کلاس، استفاده از وسایل کمک آموزشی و تطابق با برنامه درسی.

## زمینه‌های کاری در کاردرمانی
کاردرمانگران قابلیت کار در بسیاری از زمینه‌های مختلف، با جمعیت‌های مختلف و بدست آوردن تخصص در حوزه‌های گوناگون را دارند. برای این طیف وسیع از تمرینات، با در نظر گرفتن سیستم‌های مراقبت سلامت در کشورهای مختلف، طبقه‌بندی‌هایی صورت گرفته‌است. در این بخش، از طبقه‌بندی انجمن کاردرمانی آمریکا استفاده شده‌است. هرچند روش‌های دیگری برای طبقه‌بندی حوزه‌های کاری در کاردرمانی وجود دارد مثل: تمرینات جسمی، ذهنی و اجتماعی. این طبقه‌بندی‌ها به محیط تعیین شده توسط جمعیت گیرندهٔ خدمات، بستگی دارند. برای مثال: محیط‌های حاد سلامت جسمی یا ذهنی (مانند بیمارستان‌ها) محیط‌های تحت حاد (مانند مراکز مراقبت از سالمندان)، کلینیک‌های سرپایی یا محیط‌های اجتماعی.
در هر یک از حوزه‌های کاری زیر، کاردرمانی می‌تواند با جمعیت‌ها، تشخیص‌های درمانی و تخصص‌های مختلف کار کند.

### کودکان و نوجوانان
کاردرمانگران با نوزادان، نوپایان، کودکان، نوجوانان و خانواده‌هایشان، در محیط‌های مختلف شامل مدارس، کلینیک‌ها و خانه‌ها، کار می‌کنند. کاردرمانگران به کودکان و مراقبان آنها کمک می‌کنند که قادر به مشارکت در کارهای معنی دار شوند. کاردرمانگران همچنین به نیازهای روانی اجتماعی کودکان و نوجوانان می‌پردازند تا آن‌ها را قادر به مشارکت در رخدادهای پرمعنی زندگی سازند. این کارها می‌تواند شامل: رشد نرمال و پیشرفت، تغذیه، بازی، مهارت‌های اجتماعی و آموزشی باشد.
فرم‌های متنوع کاردرمانی برای کودکان و نوجوانان:
- ارتقای برنامهٔ تندرستی در مدارس به منظور پیشگیری از چاقی در کودکان.
- کمک به بهبود دست خط در کودکان سنین مدرسه
- ارتقای مهارت‌های عملکردی در کودکان با ناتوانی رشدی.
- فراهم آوردن درمان انفرادی برای مشکلات پردازش حسی.
- پرداختن به نیازهای روانی اجتماعی کودک و آموزش استراتژی‌های مقابله‌ای مؤثر.
- کمک به کودکان دچار ناتوانی‌های مادرزادی
- کمک به کودکان اوتیسم برای برقراری ارتباط

### سلامت و تندرستی
حوزه‌های تمرین سلامت و تندرستی به دلیل افزایش نیاز به خدمات مربوط به تندرستی، در کاردرمانی ایجاد شده‌است. ارتباطی بین تندرستی و سلامت جسمی و همچنین سلامت روان یافت شده‌است :در نتیجه کمک به بهبود سلامت جسمی و روانی مراجعان می‌تواند موجب ارتقای کلی تندرستی شود.
حوزه‌های تمرین در سلامت و تندرستی می‌توانند بر موارد زیر متمرکز باشند:
- پیشگیری از صدمات و بیماری‌ها
- پیشگیری از شرایط ناگوار ثانویه
- ارتقای رفاه افراد دارای بیماری‌های مزمن
- کاهش اختلافات مراقبت سلامت
- افزایش فاکتورهای مؤثر بر کیفیت زندگی
- ارتقای تمرینات سالم زندگی، مشارکت اجتماعی و عدالت کاری.

### سلامت روان
سلامت روان و جنبش درمان اخلاقی به عنوان ریشهٔ کاردرمانی شناخته شده‌اند. براساس سازمان سلامت جهانی(WHO)، اختلال روانی یکی از رو به رشدترین انواع ایجادکنندهٔ ناتوانی است. بر پیشگیری ودرمان اختلال روانی در گروه‌های مختلف افراد، شامل کودکان، نوجوانان، سالمندان و افراد دارای مشکلات شدید و پایدار سلامت روان، تمرکز شده‌است. به‌طور اختصاصی تر، پرسنل نظامی و سربازان جنگی سابق، گروه‌هایی از افراد هستند که می‌توانند از کاردرمانی سود ببرند. کاردرمانگران، خدمات سلامت روان را در موقعیت‌های مختلفی شامل بیمارستان‌ها، برنامه‌های روزانه و تسهیلات مراقبت طولانی مدت فراهم می‌کنند.
اختلالات سلامت روانی که ممکن است نیازمند کاردرمانی باشند شامل اسکیزوفرنی و دیگر اختلالات سایکوتیک، اختلالات افسردگی، اختلالات اضطرابی، تروما-و اختلالات اضطرابی وابسته (اختلال استرس پس از سانحه و اختلال استرس حاد)- و اختلال وسواسی جبری و اختلالات وابسته به آن مانند احتکار و اختلالات عصبی رشدی مانند اختلالات طیف درخودماندگی، اختلال کم توجهی/بیش فعالی و اختلالات یادگیری است.
کاردرمانگران به افراد دارای اختلال روانی کمک می‌کنند که مهارت‌های لازم برای مراقبت از خود یا دیگران را، که شامل موارد زیر است، بدست آورند:
- حفظ زمانبندی
- ایجاد روتین‌ها
- مهارت‌های مقابله‌ای
- مدیریت دارو
- پیشرفت مهارت‌های اجتماعی
- پیگیری اوقات فراغت
- مدیریت مالی
- مراقبت از فرزندان
- آموزش و نگهداری مهارت‌های مراقبت از خود و بهداشتی

در حوزهٔ کاردرمانی، ارزیابی‌های متنوعی صورت می‌گیرد که می‌توان از آن برای افراد دارای مشکلات سلامت روان استفاده کرد. این ابزارهای ارزیابی، به‌طور کلی، عملکرد کاری و مشارکت افراد را در حوزه‌های مختلف، ارزیابی می‌کنند.

### استفاده از روان‌شناسی در کاردرمانی
تاریخ استفاده از روان‌شناسی در کاردرمانی به آغاز حرفه برمیگردد. کاردرمانی همانند زمان کنونی، خود را با بیشتر مطالعات روان‌شناسی در قرن ۲۰ انطباق داده‌است. این رشته می‌تواند بعضی از ایده‌های مرکزی خود را به زیگموند فروید نسبت دهد مانند تئوری او دربارهٔ احساسات و تأثیر آن بر رفتار. تئوری شخصیت فروید دربارهٔ نیروهای روانی است که او آن را اید، ایگو و سوپر ایگو نامید، همگی بازتاب این است که چطور عدم تعادل بین این سه نیرو بر جسم و روان اثر می‌گذارد. این عدم تعادل بر روی رفتار تأثیر می‌گذارد که باعث اخلال در کارهای روزانه مانند روابط اجتماعی با دیگران، شرکت در یک تفریح و حتی مدیریت منابع مالی می‌شود.
درکنار تأثیرات فروید، کارل گوستاو یونگ نیز بعضی از مفاهیم روان‌شناسی که امروزه در کاردرمانی استفاده می‌شود را بیان کرد. همانند فروید، تئوری‌های یونگ عمدتاً دربارهٔ تأثیر ناخودآگاه بر روی رفتار یک شخص هستند. برای کاردرمانگران، ناخودآگاه نقشی در اینکه چطور بیمار می‌خواهد نحوهٔ انجام فعالیت‌های درمانی را انتخاب کند، ایفا می‌کند.. یونگ همچنین یک باور اصلی بر اساس ایده‌آل‌هایش را در مورد پتانسیل توانایی‌های افراد در درک خواسته‌های دیگران، به فلسفهٔ کاردرمانی افزود. این‌ها مستقیماً به فلسفهٔ کاردرمانی مربوط می‌شود که یک ارتباط بین فردی بین مراجع و درمانگر وجود دارد که کلید کمک به بیمار برای رسیدن به همهٔ پتانسیل‌هایش است.
اولین مدل درمانی برای بیماران ذهنی توسط دانشگاه جان هاپکینز ساخته شد که نام آن «تمرین عادت» بود. اگرچه این مدل برای کاردرمانی ساخته نشده بود، اما هنوزم به یاد کاردرمانی معاصر می‌اندازد که ریشه‌های اصلی این رشته بیشتر کمک کردن به آن‌هایی که عمدتاً بیمار روانی به جای بیمار فیزیکی یا تأخیر رشدی هستند بود. اگرچه امروز همان اهداف امروزه نیز وجود دارد.

### سالمندان
کاردرمانگران برای حفظ استقلال در انجام کارها، مشارکت در فعالیت‌های معنادار و داشتن یک زندگی کامیاب به افراد سالمند کمک می‌کنند. بعضی از حوزه‌هایی که کاردرمانگران می‌توانند به این مراجعان کمک کنند شامل کمک به افراد دچار بیماری آلزایمر، پارکینسون، مشکلات شناختی، ناتوانی در حرکت کردن، دید کم و کمک به انجام کارهای روزمره زندگی مثل آموزش مراقبت از خود، داشتن بهداشت و سلامت، آشپزی، داشتن تفریح، استفاده از ابزار و وسایل و … می‌باشد.

### توانبخشی
کاردرمانگران نیازهای توانبخشی و مشارکت افراد دچار ناتوانی را آموزش می‌بینند. کاردرمانگران شرایط درمانی را برای تمام سنین در گستره‌ای با تنوع بسیار زیاد فراهم می‌کنند. مانند توانبخشی در بیمارستان‌ها و مراکز درمانی، توانبخشی در منزل، برنامه‌های توانبخشی روزانه و …. برای ریختن طرح درمانی، کاردرمانگران باید به تمام جنبه‌های فیزیکی، شناختی، روانی-اجتماعی و نیازهای محیطی که می‌تواند بر مراجع تأثیر بگذارد آگاهی کامل داشته باشند.

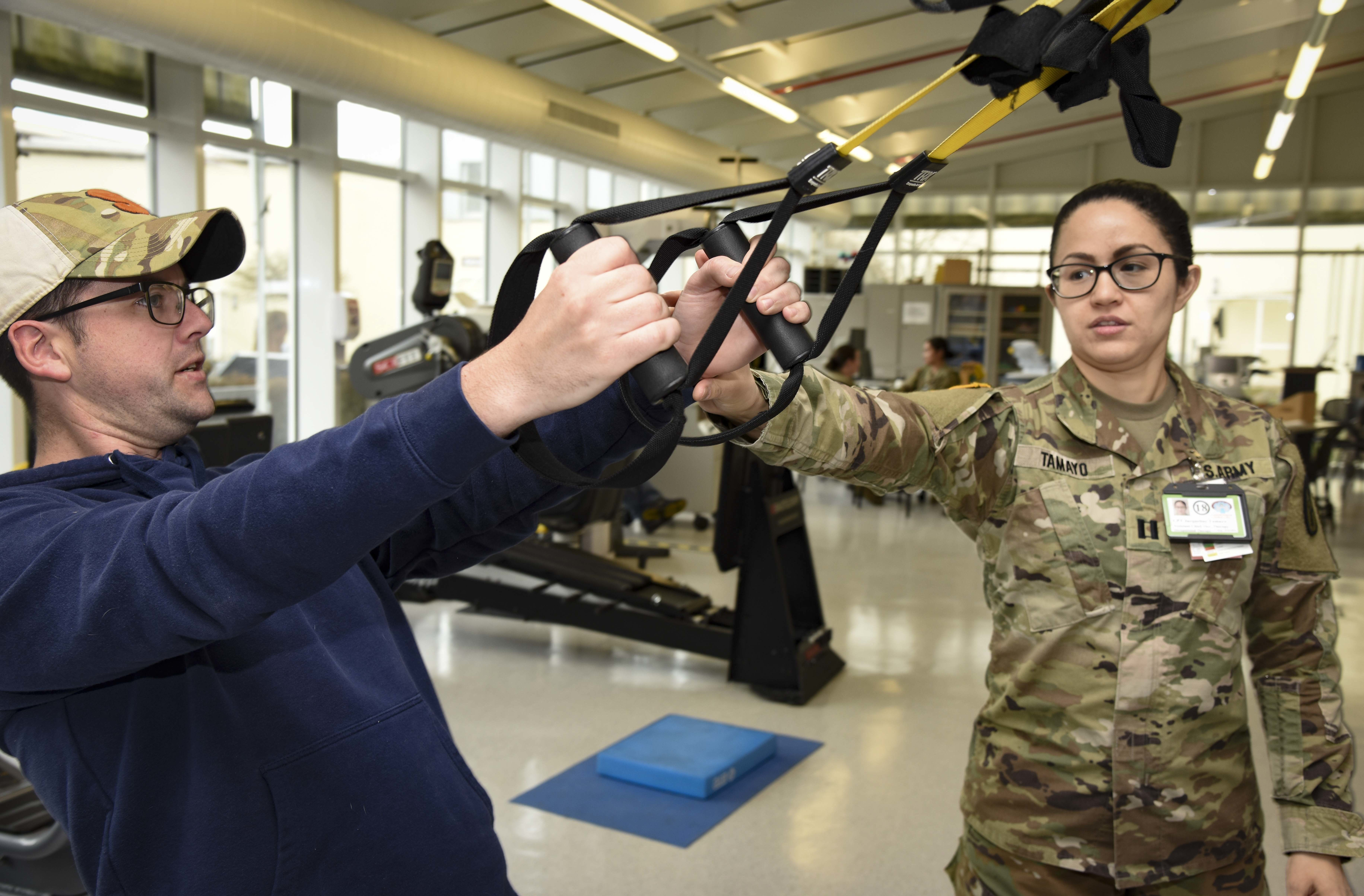
کاردرمانی

توانبخشی مراجعان تنوع بسیار زیادی (در زیر فقط نمونهٔ بسیار کوچکی از کار کاردرمانگران ارائه می‌شود و شامل تمام موارد نیست، حتی در جزئیات نیز صرفاً شامل موارد زیر نمی‌شود و تنوعی از کارها را می‌توان انجام داد) دارد مانند:
- کار با افراد اتیسم در برنامه توانبخشی روزانه برای افزایش مشارکت و برقرار کردن ارتباط با جامعه[۲۱]
- افزایش کیفیت زندگی برای افراد دچار بیماری سرطان به منظور مشارکت آن‌ها در انجام کارهای معنادار، کنترل استرس و اضطراب، کنترل درد و مدیریت خستگی[۲۲]
- کمک به اشخاصی که در ناحیه دست دچار قطع اندام شده‌اند برای مثال پوشیدن لباس یا دست مصنوعی به تنهایی، غذا خوردن، کار با ابزار و …[۲۲]
- استفاده از تکنولوژی‌های جدید مانند نرم‌افزار تبدیل گفتار به متن یا بازی‌های ویدئویی نینتندو وی[۲۳]
- فراهم کردن سرویس‌هایی برای سربازان نظامی، مانند آن‌هایی که دچار اختلالات شناختی هستند که بواسطه آسیب مغزی ایجاد شده‌است، تمرین و آموزش استفاده از اندام مصنوعی برای آن‌ها که دچار قطع عضو هستند و …[۲۴]

### کارخانجات و کار
کاردرمانگران ممکن است با مراجعانی کار کنند که دچار یک آسیب شده‌اند و تلاش می‌کنند که به کار قبلی خود با همان ویژگی‌های قبل بازگردند. کاردرمانگران همچنین می‌توانند با ایجاد شرایط ارگونومی در محیط‌های کاری از آسیب یا جراحت در حین کار جلوگیری کنند.

## فدراسیون جهانی کاردرمانی (WFOT)
فدراسیون جهانی کاردرمانی (به انگلیسی: World Federation of Occupational Therapists یا به‌اختصار WFOT) سازمان بین‌المللی رسمی حرفهٔ کاردرمانی است که نقش هماهنگ‌کننده، نماینده و پیش‌برندهٔ این حرفه را در سطح جهانی ایفا می‌کند. این فدراسیون در سال ۱۹۵۲ تأسیس شد و به عنوان نهاد مشورتی در سازمان بهداشت جهانی (WHO) و همچنین عضو رسمی در شورای بین‌المللی علوم ورزشی و تربیت بدنی (ICSSPE) و سایر سازمان‌های جهانی سلامت و آموزش شناخته می‌شود.
WFOT با هدف استانداردسازی آموزش، ارتقاء کیفیت خدمات درمانی، تسهیل همکاری‌های بین‌المللی، حمایت از پژوهش و دفاع از جایگاه حرفه‌ای کاردرمانگران در نظام‌های سلامت و رفاه عمومی فعالیت می‌کند. این فدراسیون در بیش از ۱۰۰ کشور جهان نماینده دارد و صدها هزار کاردرمانگر را از طریق انجمن‌های عضو، به شکل غیرمستقیم نمایندگی می‌کند.
از جمله فعالیت‌های کلیدی WFOT می‌توان به تعیین استانداردهای جهانی برای آموزش کاردرمانی، برگزاری کنگره‌های بین‌المللی، حمایت از توسعهٔ حرفه در کشورهای در حال رشد، و همکاری با نهادهای بین‌المللی در پروژه‌های مرتبط با توانبخشی، سلامت روان، و بازتوانی اجتماعی و جسمی اشاره کرد.
دفتر مرکزی فدراسیون در حال حاضر در استرالیا مستقر است و این سازمان هر سه سال یک بار کنگره جهانی کاردرمانی را با حضور متخصصان، پژوهشگران و سیاست‌گذاران حوزه توانبخشی برگزار می‌کند.

## نحوه پذیرش در این رشته
این رشته تنها از طریق آزمون سراسری سازمان سنجش آموزش کشور دانشجو می‌پذیرد و در هنگام تحصیل زیر نظر وزارت بهداشت درمان و آموزش پزشکی اداره می‌شود. این رشته جز علوم پزشکی محسوب شده و دارندگان مدرک می‌توانند پس از گذارندن دوره اقدام به تأسیس مطب و کلینیک یا بیمارستان‌های توانبخشی نمایند. در میان دانشگاه‌های ارائه دهنده، دانشگاه علوم بهزیستی و توانبخشی، ایران، شهید بهشتی، تهران، شیراز، اصفهان، تبریز، سمنان و جندی شاپور اهواز و زنجان عضو فدراسیون جهانی کاردرمانی هستند.